# Pplware
Pplware é um sítio português, com publicações periódicas sobre tecnologia criado a 18 de abril de 2005. Desde 2009 é um dos principais parceiros do portal SAPO.

## Descrição
O site visa informar as pessoas sobre as mais recentes novidades no mundo da tecnologia, motores e ciência a todos os falantes de língua portuguesa.
Permite a interação com a sua comunidade a partir de uma secção de comentários, redes sociais, promovendo o diálogo e a troca de informações.
Ao nível do conteúdo, é dos blogs portugueses com mais diversidade de informação, sendo que o principal foco atualmente é o mundo dos dispositivos eletrónicos para uso pessoal (telemóveis, smartwatches, portáteis e tablets) assim como o setor automóvel, com particular atenção aos veículos elétricos e eletrificados. 
Apresenta também notícias de ciência, finanças (criptomoedas e mundo empresarial de tecnologia), software, alterações climáticas, assim como a tecnologia pessoal ao dispor da saúde e bem-estar.
Pauta-se por ser um sítio que se foca na apresentação das novidades do mundo mobile, como, por exemplo, os sistemas operativos Android, iOS, assim como software Microsoft, Apple e Linux. Têm igualmente informação dedicada a energias renováveis, astronomia e inovação.
Seguem de perto marcas importantes na transição tecnológica, como a Tesla, Google, SpaceX, NASA e uma nova geração de projetos de comunicações unificadas.
O projeto Pplware conta com diversos projetos adjacentes: o Pplware Fórum, dedicado à discussão de temas da área da tecnologia; o Pplware Kids, dedicado aos mais novos e, também aos mais velhos, de forma a promover as boas práticas de uso entre os mais novos dando a conhecer o mundo da tecnologia; o portal Empresas Hoje, cuja principal missão é divulgar informação relacionada com o mundo empresarial.

## Prémios
Em 2016, 2017 e 2018, ganhou o prémio de melhor blog do ano na área de Inovação e Tecnologia.